# Nicodamidae
Nicodamidae là một họ nhện. Họ này gồm có 9 chi và 29 loài. Các loài thuộc họ này chỉ hiện diện ở Úc và New Zealand.

## Các chi
Ambicodamus Harvey, 1995
- Ambicodamus audax Harvey, 1995 (Eastern Australia)
- Ambicodamus crinitus (L. Koch, 1872) (New South Wales, Victoria, Tasmania)
- Ambicodamus dale Harvey, 1995 (Queensland)
- Ambicodamus darlingtoni Harvey, 1995 (New South Wales)
- Ambicodamus emu Harvey, 1995 (Queensland)
- Ambicodamus kochi Harvey, 1995 (Western Australia)
- Ambicodamus leei Harvey, 1995 (South Australia)
- Ambicodamus marae Harvey, 1995 (Western Australia)
- Ambicodamus sororius Harvey, 1995 (Queensland, New South Wales, Victoria, Tasmania)
- Ambicodamus southwelli Harvey, 1995 (New South Wales, Victoria, Tasmania)
- Ambicodamus urbanus Harvey, 1995 (New South Wales)

Dimidamus Harvey, 1995
- Dimidamus arau Harvey, 1995 (New Guinea)
- Dimidamus dimidiatus (Simon, 1897) (Queensland, New South Wales)
- Dimidamus enaro Harvey, 1995 (New Guinea)
- Dimidamus leopoldi (Roewer, 1938) (New Guinea)
- Dimidamus sero Harvey, 1995 (New Guinea)
- Dimidamus simoni Harvey, 1995 (Victoria)

Durodamus Harvey, 1995
- Durodamus yeni Harvey, 1995 (Queensland, Victoria, South Australia)

Forstertyna Harvey, 1995
- Forstertyna marplesi (Forster, 1970) (New Zealand)

Litodamus Harvey, 1995
- Litodamus collinus Harvey, 1995 (Tasmania)
- Litodamus hickmani Harvey, 1995 (Tasmania)
- Litodamus olga Harvey, 1995 (Tasmania)

Megadictyna Dahl, 1906
- Megadictyna thilenii Dahl, 1906 (New Zealand)

Nicodamus Simon, 1887
- Nicodamus mainae Harvey, 1995 (Western Australia, South Australia)
- Nicodamus peregrinus (Walckenaer, 1842) (Eastern Australia)

Novodamus Harvey, 1995
- Novodamus nodatus (Karsch, 1878) (New South Wales, Victoria, Tasmania)
- Novodamus supernus Harvey, 1995 (New South Wales)

Oncodamus Harvey, 1995
- Oncodamus bidens (Karsch, 1878) (New South Wales)
- Oncodamus decipiens Harvey, 1995 (Queensland, New South Wales)